# Euthima wendtae
Euthima wendtae là một loài bọ cánh cứng trong họ Cerambycidae.